# 樋口俊一郎
樋口 俊一郎（ひぐち しゅんいちろう、1953年11月2日）は、日本の財務官僚。近畿財務局長、財務総合政策研究所長、東京税関長、大臣官房政策評価審議官などを歴任。

## 来歴
静岡県出身。東京大学経済学部経済学科卒業。1977年 大蔵省入省（証券局資本市場課）。1982年7月12日 出雲税務署長。
1987年7月 大臣官房文書課長補佐（審査）、1988年6月20日 主計局総務課長補佐（歳入・国債係主査）。1989年6月 主計局主計官補佐（司法・警察係主査）。1995年6月 主計局主計企画官。1997年7月 主計局主計官（総理府、司法・警察担当）。
2007年7月3日 近畿財務局長兼財務総合政策研究所近畿研修支所長。2008年7月4日 財務総合政策研究所長兼会計センター所長兼大臣官房審議官（大臣官房担当）。2009年7月14日 東京税関長兼税関研修所東京支所長。2010年7月30日 大臣官房政策評価審議官兼大臣官房審議官（大臣官房担当）。2011年8月22日 退官。
翌8月23日から中央大学客員教授。同年11月1日 ライフネット生命保険（株）顧問。2012年6月 同社常務取締役。2016年6月 同社取締役副社長。2019年6月 同執行役副社長。2023年6月 ローソン銀行顧問。同月 同社取締役。2024年5月 瑞宝中綬章受章。

## 職歴
- 1977年4月：大蔵省入省（証券局資本市場課）[1]。
- 1978年7月：証券局業務課。
- 1979年7月：大臣官房調査企画課財政金融研究室。
- 1980年7月：主計局調査課。
- 1982年7月12日：出雲税務署長。
- 1983年7月：経済企画庁総合計画局計画官付。
- 1985年7月：関税局輸入課長補佐。
- 1987年7月：大臣官房文書課長補佐（審査）[2]。
- 1988年6月20日：主計局総務課長補佐（歳入・国債係主査）[3]。
- 1989年6月：主計局主計官補佐（司法・警察係主査）。
- 1990年6月：日本貿易振興会バンクーバー事務所長。
- 1993年7月：大臣官房企画官 兼 主税局総務課。
- 1994年7月：大臣官房文書課広報室長。
- 1995年6月：主計局主計企画官。
- 1997年7月：主計局主計官（総理府、司法・警察担当）。
- 1998年6月：金融監督庁監督部保険監視課長。
- 2000年7月：金融庁総務企画部信用課長。
- 2001年1月6日：金融庁総務企画局信用課長。
- 2005年7月：国民生活金融公庫理事。
- 2007年7月3日：近畿財務局長 兼 財務総合政策研究所近畿研修支所長。
- 2007年7月10日：近畿財務局長 兼 財務総合政策研究所近畿研修支所長 兼 近畿財務局総務部長事務取扱。
- 2007年7月13日：近畿財務局長 兼 財務総合政策研究所近畿研修支所長。
- 2008年7月4日：財務総合政策研究所長 兼 会計センター所長 兼 大臣官房審議官（大臣官房担当）。
- 2009年7月14日：東京税関長 兼 税関研修所東京支所長。
- 2010年7月30日：大臣官房政策評価審議官 兼 大臣官房審議官（大臣官房担当）。
- 2011年8月22日：退官。